# آلن بنت (بازیکن فوتبال، زاده ۱۹۳۱)
آلن بنت (انگلیسی: Alan Bennett; ۵ نوامبر ۱۹۳۱ – ۱۷ ژانویهٔ ۲۰۰۶) بازیکن فوتبال اهل بریتانیا بود.
از باشگاه‌هایی که در آن بازی کرده‌است می‌توان به باشگاه فوتبال کرو آلکساندرا و باشگاه فوتبال پورت ویل اشاره کرد.